# پرنیاوور
پرنیاوور (به لاتین: Prnjavor) یک منطقهٔ مسکونی در مونته‌نگرو است که در شهرداری پلاو واقع شده‌است. پرنیاوور ۹۶۱ نفر جمعیت دارد.